# Selle Royal (equip ciclista)
L'equip Selle Royal va ser un equip ciclista italià, de ciclisme en ruta que va competir de 1977 a 1978.

## Principals resultats
- Coppa Placci: Marino Basso (1977)

### A les grans voltes
- Giro d'Itàlia
  - 2 participacions (1977, 1978)
  - 1 victòries d'etapa:
    - 1 el 1977: Marino Basso

  - 0 classificació finals:
  - 0 classificacions secundàries:

- Tour de França
  - 0 participacions

- Volta a Espanya
  - 0 participacions